# Serrasalmus rhombeus
Serrasalmus rhombeus es una especie de pez de la subfamilia de los "caribes" o "pirañas" ampliamente distribuida en las cuencas de los ríos Amazonas, Orinoco y ríos de las Guayanas. Este pez debe su mala fama a su densa y larga hilera de afilados dientes con los que despedaza a sus presas y las reduce a esqueletos en cuestión de segundos. 

## Hábitat
Habita principalmente ríos de aguas blancas y claras. Frecuentemente, se encuentra en forma abundante en caños y esteros en los llanos, sabanas y bosques inundados de Venezuela.

## Descripción
El cuerpo es típicamente romboidal, alargado en juveniles y muy profundo en los adultos con la cabeza robusta y chata con el hocico corto en adultos; las mandíbulas armadas de dientes grandes y muy afilados. Dientes ectopterigoideos presentes y muy desarrollados. La cabeza plateada donde se destaca un iris rojo intenso. Ojo atravesado por una banda negra vertical. El cuerpo de color plateado plomizo con numerosas manchas ovaladas en los juveniles. Una mancha opercular difusa. La región ventral (abdomen) con pocas o sin manchas y con tonalidades amarillentas o anaranjadas en juveniles y preadultos. Aleta anal amarillenta en su base. Caudal con una banda negra en su base y una banda terminal, muy evidente en adultos jóvenes. Adultos de gran tamaño el cuerpo es homogéneamente plomizo muy oscuro al igual que las aletas.

## Comportamiento
Son peces muy territoriales y principalmente predadores. Consumen otros peces más pequeños, larvas de insectos acuáticos y crustáceos (camarones). Sin embargo juveniles y adultos tempranos comen aletas de otros peces (pterigiofagia).

## Comentarios
Existen otros nombres usualmente dados a esta especie como: S. Tadyella normani Gery, 1964. P. piraya (no de Cuvier) Popta, 1914, P. nigricans (no de Spix) Muller y Troschel, 1844, P. niger (No de Schomburgk) Valenciennes, 1849. Aparentemente bajo Serrasalmus rhombeus puede ocultarse un complejo (o grupo) de especies muy similares, por lo que un estudio comparativo de las poblaciones del Amazonas, Orinoco y ríos de las Guayanas es necesario.